# Rhadinopsylla biloba
Rhadinopsylla biloba är en loppart som beskrevs av Jameson et Sakaguti 1959. Rhadinopsylla biloba ingår i släktet Rhadinopsylla och familjen mullvadsloppor. Inga underarter finns listade i Catalogue of Life.